# Shadow Ops: Red Mercury
Shadow Ops: Red Mercury es un videojuego lanzado a mediados del año 2004 para las plataformas de Xbox y Microsoft Windows. Tommo compró los derechos de este juego y lo publicó digitalmente a través de su marca Retroism en 2015.

## Jugabilidad
Shadow Ops: Red Mercury es un juego de acción en primera persona basado en armas y equipos militares modernos, aunque se presenta como un juego arcade en lugar de una simulación militar realista. Es similar a la serie Call of Duty: Modern Warfare , aunque en realidad es anterior al primer juego de esa serie por 3 años. Los jugadores avanzan a través de niveles lineales mientras luchan contra terroristas y soldados rusos hostiles usando una variedad de armas de fuego modernas.
Como muchos juegos del período, Shadow Ops: Red Mercury no tiene salud regeneradora, el jugador debe recolectar a lo largo de cada misión botiquines que le permitan regenerar su salud. Al comienzo de cada misión, al jugador se le asignan 3 armas (normalmente un arma de mano, un rifle de asalto y un arma especial como una escopeta, un rifle de francotirador o una ametralladora ligera) y no puede obtener diferentes armas durante la misión. El jugador puede apuntar con una mira para mayor precisión (esto se presenta con un zoom sencillo, no se hace uso de la mira telescópica real del arma excepto con el rifle de francotirador); mientras hace uso de la mira, el jugador no puede moverse, pero puede inclinarse para disparar en las esquinas o cubrirse. Las opciones de combate incluyen disparar el arma del jugador, lanzar granadas, y ataque cuerpo a cuerpo utilizando la culata de su arma sostenida. Un elemento de juego único es la capacidad de lanzar granadas por el suelo, en lugar de simplemente lanzarlas por el aire.
El juego no cuenta con un sistema de guardado manual o de puntos de control, cada nivel individual debe completarse de principio a fin sin que el jugador muera o se retire. Sin embargo, los niveles completados se pueden volver a visitar en cualquier momento desde el menú de selección de nivel.

## Historia
El jugador toma el papel del capitán Frank Hayden, un soldado de élite de la Delta Force y el exlíder de Black Saber, la Unidad de Misiones Especiales del Presidente de los Estados Unidos. Hayden y su equipo intentan recuperar un código de una bomba nuclear en formato maletín llamado "Mercurio Rojo" o "Red Mercury" (en inglés) que tiene en posesión el mercenario terrorista Vladimir Styanovich, conocido por su pseudónimo "Vlady el Vicioso", que opera desde una ciudad costera de Siria. El Sikorsky UH-60 Black Hawk del equipo es derribado inmediatamente después de la aproximación a la ciudad, y se abren camino por las calles en busca de Vlady. Hayden llega demasiado tarde para evitar que Vlady se escape a través de un helicóptero, pero logra dañar los rotores del helicóptero con armas pequeñas. Vlady, escapando sobre el océano, afirma que no es un mártir de nadie e intenta desarmar el arma nuclear y "reevaluar"  sus alternativas, sin embargo para su consternación, la bomba se rearma segundos después. Vlady deja la bomba en el helicóptero y salta al océano en un intento inútil de escapar de la explosión. La onda expansiva del arma nuclear mata a Vlady y vuelca al portaaviones estadounidense que había sido la base de operaciones de Hayden, además de destruir el helicóptero enviado para extraer al equipo de Hayden, dejándolos inconscientes.
Luego, la trama se mueve 72 horas antes, con Hayden y su equipo en una misión en la jungla del Congo para destruir un alijo de misiles Stinger utilizados por guerrilleros locales para derribar aviones de suministro estadounidenses. Después de completar con éxito la misión, Hayden es contactado por Kate Daniels de la Agencia Central de Inteligencia (CIA) y el agente del Servicio de Inteligencia Extranjera de Rusia, Yuri Entropov, quienes lo reclutan para una misión. Tienen información de que Vlady está preparado para comprar una bomba "Red Mercury" en una instalación de investigación rusa en Kazajistán, y quieren que Hayden se infiltre en las instalaciones y elimine a Vlady y la bomba "Red Mercury". Yuri menciona que tiene un agente en el interior que ha proporcionado esta información. Hayden logra infiltrarse en el área y se cuela en la instalación, donde es testigo del trato e intercambio entre Vlady y el científico principal de la instalación. Reconoce a Vlady como Wesley Holden, un exmiembro de Black Saber que perdió un brazo en una misión pasada y, como resultado, guarda rencor contra Hayden. En lugar del pago acordado, Vlady mata al científico y escapa con la bomba. Hayden no logra detenerlo y descubre que el agente interno de Yuri es Galena, una espía rusa que tiene una historia romántica con Hayden.
De vuelta a la base, Kate está furiosa por la fuga de Vlady, mientras que Hayden revela la verdadera identidad de Vlady como un agente de las fuerzas especiales estadounidenses. Se entera de que Vlady tiene dos bombas de "Red Mercury" , no solo una como se pensaba originalmente. Galena revela que las bombas de "Red Mercury"  solo se pueden armar a través de un proceso químico conocido solo por un científico llamado Boris en Chechenia. Hayden y su equipo viajan a Chechenia para detener a Vlady, pero una vez más llegan demasiado tarde. Vlady tiene a Boris armando las bombas, luego lo mata y escapa, dejando atrás una trampa para Hayden. Luego, Hayden persigue a Vlady en un carguero libanés, pero una vez más no puede evitar que Vlady se escape. Sin embargo, se entera de que Vlady se dirige a Siria y lo persigue allí.
La trama regresa a la misión de apertura y continúa como antes de la detonación de la bomba de "Red Mercury" . Tras la explosión nuclear, Hayden recobra el conocimiento justo cuando el capitán del portaaviones lo recupera, y le informa que su equipo ha sido asesinado, y que Yuri y Galena tienen posesión de la segunda bomba de "Red Mercury"  y están de camino a la cumbre del G8 en París, Francia; mientras que Kate también dejó la compañía para perseguirlos. Hayden se da cuenta de que Vlady era solo una distracción para el plan de Yuri y Galena para asesinar a los líderes mundiales del G8.
Al perseguirlos en un tren de alta velocidad con destino a Francia, Hayden descubre que Galena es en realidad una rehén, y es Kate quien es la mente maestra detrás del complot para destituir nuclearmente a los líderes mundiales, con Yuri como su compañero. Yuri declara que los motivos para realizar el ataque es devolverle la gloria a Rusia, pero Kate la mata bruscamente, lo que indica que sus motivos no son los mismos. Kate simplemente quiere "sacudir las cosas" matando a los líderes mundiales, a quienes considera ineficaces y corruptos, y restablecer el mundo a sus raíces. Hayden y Galena se dispusieron a detenerla, con Hayden luchando a su lado junto a los agentes franceses de RAID en París bajo el asedio de los soldados de élite rusos de Kate. Hayden finalmente se enfrenta a Kate en un enfrentamiento en la cima de la Torre Eiffel, con Kate atacando desde un helicóptero de ataque. Kate finalmente es alcanzada por un disparo y cae desde el helicóptero hasta su muerte, dejando caer la bomba de mercurio rojo en el proceso. Galena aparece para tratar de desarmar la bomba; logra desactivar el elemento nuclear, pero los explosivos convencionales aún explotarán. Hayden lanza luego de desactivado en parte el  "Red Mercury"  al helicóptero de ataque; posteriormente, el agente y Galena logran escapar justo cuando la bomba explota en la parte superior dentro del helicóptero. Los dos comparten un beso mientras una multitud de parisinos los anima.

## Armamento disponible

### Pistolas
- CZ-G2000
- Heckler & Koch Mark 23 Mod 0
- IMI Desert Eagle Mark XIX

### Subfusiles
- Heckler & Koch MP5
- Heckler & Koch PDW
- IMI Micro Uzi

### Escopetas
- Franchi SPAS-12
- Truvelo Neostead 2000

### Fusiles de asalto
- Heckler & Koch G36
- AK-74
- Carabina M4
- OTs-14 Groza

### Rifles de francotirador
- Dragunov SVD
- Heckler & Koch MSG90

### Ametralladoras
- FN Minimi

### Lanzadores
- Heckler & Koch HK69A1
- RPG-2